# Begíjar
Begíjar település Spanyolországban, Jaén tartományban. Begíjar Baeza, Jaén, Villatorres, Torreblascopedro, Lupión és Mancha Real községekkel határos. Lakosainak száma 2947 fő (2024).

## Népesség
A település népessége az elmúlt években az alábbi módon változott:
| Lakosok száma | 3161 | 3109 | 3161 | 3165 | 3151 | 3133 | 3073 | 3029 | 3008 | 2947 |
|               | 2001 | 2004 | 2007 | 2009 | 2012 | 2014 | 2017 | 2019 | 2022 | 2024 |